# Bokor Tibor (politikus)
Bokor Tibor (Medgyes, 1962. június 12.) erdélyi magyar politikus. 2008-tól 2012-ig az RMDSZ háromszéki (felsőháromszéki) szenátora. Kézdivásárhely polgármestere.

## Tanulmányai
- Babeș–Bolyai Tudományegyetem, Kolozsvár, Fizika Fakultás
- Lucian Blaga szebeni egyetem, mesteri képzés oktatási vezetésben

## Munkatapasztalat
- 1986-tól tanár;
- 1996-1999 igazgatóhelyettes a kézdivásárhelyi Nagy Mózes Elméleti Líceumban;
- 1999-től igazgató;
- 2008-2012 Románia Parlamentje, szenátor
- 2012-től Kézdivásárhely polgármestere.

## Politikai tevékenység
- 1994-től a kézdivásárhelyi RMDSZ választmányának tagja;
- 1996-tól önkormányzati képviselő, az RMDSZ frakciójának a vezetője;
- 2001-2003 között a kézdivásárhelyi RMDSZ elnöke;
- 2003-tól elnökségi tag;

## Család
- Nős, két fiúgyermek édesapja.